# Malinto
Malinto är en ort i Mexiko.   Den ligger i kommunen Villa de Reyes och delstaten San Luis Potosí, i den centrala delen av landet, 300 km nordväst om huvudstaden Mexico City. Malinto ligger 1 899 meter över havet och antalet invånare är 270.
Terrängen runt Malinto är kuperad åt sydost, men åt nordväst är den platt. Runt Malinto är det ganska glesbefolkat, med 23 invånare per kvadratkilometer. Närmaste större samhälle är Santa María del Río, 13,4 km öster om Malinto. Omgivningarna runt Malinto är i huvudsak ett öppet busklandskap.